# Euless
La ville américaine de Euless (en anglais : [ˈjuːlɪs]) est située dans le comté de Tarrant (Texas) entre Dallas et Fort Worth, au sud de l'aéroport international du même nom (DFW), dont une partie se trouve sur le territoire de la commune. Euless touche les villes de Grapevine au nord, Bedford à l'ouest, Arlington au sud et Irving à l'est.

## Histoire
Elisha Adam Euless, né au Tennessee, s'installe au Texas en 1867 et y achète un peu plus tard une parcelle de terrain de 170 acres (0,69 km2). Il établit un cotton gin (machine à égrener) et un centre social (community center), et devient rapidement un personnage important parmi les colons. La communauté se développe autour de la parcelle d'Elisha, et décide de nommer la nouvelle ville Euless, en son honneur.

## Démographie
| Groupe            | Euless | Texas | États-Unis |
| ----------------- | ------ | ----- | ---------- |
| Blancs            | 66,0   | 70,4  | 72,4       |
| Afro-Américains   | 10,7   | 11,9  | 12,6       |
| Asiatiques        | 10,3   | 3,8   | 4,8        |
| Autres            | 6,5    | 10,5  | 6,2        |
| Métis             | 3,7    | 2,7   | 2,9        |
| Océaniens         | 2,2    | 0,1   | 0,2        |
| Amérindiens       | 0,6    | 0,7   | 0,9        |
| Total             | 100    | 100   | 100        |
|                   |        |       |            |
| Latino-Américains | 19,0   | 37,6  | 16,7       |

## Manifestations culturelles et festivités
Le festival Arbor Daze : une fois par an, le dernier week-end du mois d'avril, a lieu à Euless le festival consacré aux arbres Arbor Daze. L'idée de départ du festival, créé en 1989, est de faire de Euless une ville verte. Afin d'encourager la population, des plants sont distribués gratuitement aux résidents, ainsi que des conseils pour la plantation et l'entretien des arbres. Autour de cette idée est né un festival avec manèges, animations et spectacles, dont beaucoup par des groupes ou associations des environs de la ville.

## Transports

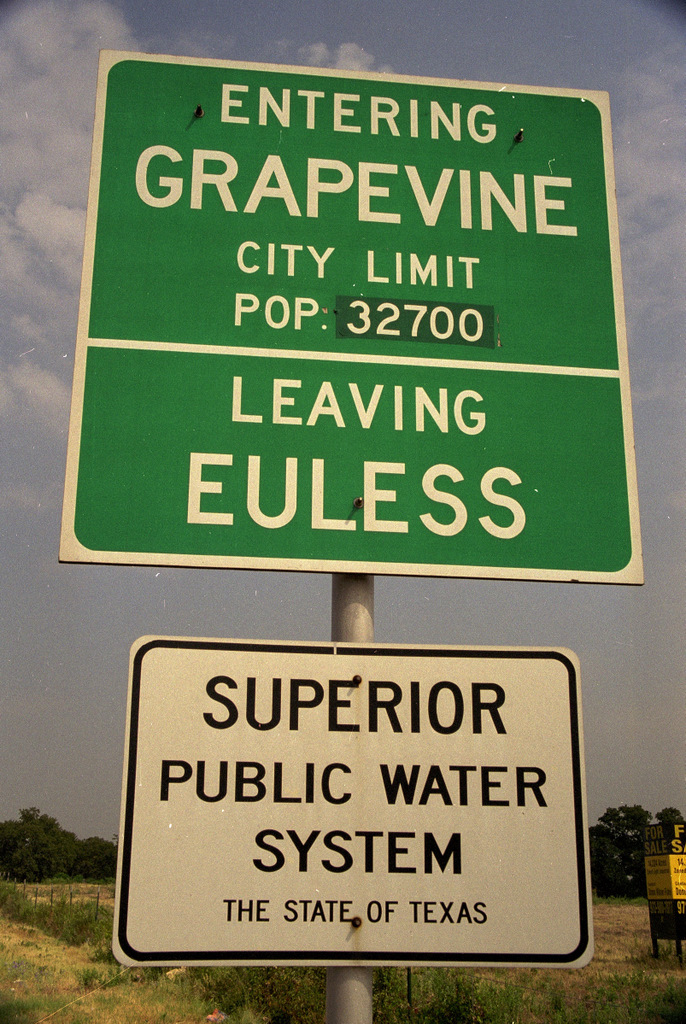
Entre Euless et Grapevine

Une partie de l'aéroport international de Dallas-Fort Worth se trouve sur le territoire de Euless.